# Gabriele Badorek
Gabriele Badorek, född den 20 september 1952 i Rostock, Östtyskland, är en östtysk före detta handbollsspelare. Med Tyska demokratiska republikens landslag vann hon OS-silver i damernas turnering i samband med de olympiska handbollstävlingarna 1976 i Montréal. 

## Karriär
På klubbnivå spelade Badorek för SC Empor Rostock i högsta östtyska ligan. Efter en omvälvning i det östtyska landslaget, som orsakades av den dåliga prestationen vid VM 1973, blev Badorek uttagen till landslaget för första gången i mars 1974 för den femte internationella turneringen för det tyska handbollsförbundet (DHV) för DFD Cup i Neubrandenburg.  Med fem mål i 11-11-matchen i den sista turneringsmatchen mot Jugoslavien bidrog hon starkt till att Östtyskland tog andraplatsen bland de sex lagen som deltog.
Den 21 juni 1976 blev Badorek uttagen av DDR:s nationella olympiska kommitté till den 14-mannatrupp som skulle delta i Olympiska sommarspelen 1976 i Montreal, Kanada. Gabriele Badorek  spelade för Östtyskland i Montreal OS 1976 där Östtyskland förlorade finalen till Sovjetunionen med 11-14. Hon spelade i alla fem matcherna i OS och gjorde tre mål. I februari 1977 gjorde Badorek förmodligen sitt sista framträdande för seniorlandslaget, en månad senare användes hon i B-landslaget. Badorek spelade kvar i sin klubb i Rostock åtminstone fram till februari 1978.  Badorek spelade 40 landskamper för DDR.